# Izaut-de-l’Hôtel
Izaut-de-l’Hôtel – miejscowość i gmina we Francji, w regionie Oksytania, w departamencie Górna Garonna.
Według danych na rok 1990 gminę zamieszkiwało 320 osób, a gęstość zaludnienia wynosiła 33 osób/km² (wśród 3020 gmin regionu Midi-Pireneje Izaut-de-l’Hôtel plasuje się na 747. miejscu pod względem liczby ludności, natomiast pod względem powierzchni na miejscu 1112.).